# 加达·舒阿
加达·舒阿（阿拉伯语：‎，1972年9月10日—），叙利亚退役女子田径选手，主项七项全能。舒阿于1996年夏季奥林匹克运动会上获得女子七项全能金牌，这是叙利亚迄今为止获得的唯一一枚奥运会金牌。
舒阿出生于小城穆哈德（Muhardeh），13岁时开始参加越野跑比赛。1989年开始接受篮球训练，并入选叙利亚国家女子篮球队。1990年6月，舒阿方才开始接受七项全能训练，但是却立刻成为世界顶尖选手，仅仅三个月后就获得了北京亚运会金牌。其后，她包揽各次亚洲大赛七项全能冠军，并在1995年获得世界田径锦标赛该项金牌。1996年，舒阿夺得奥运金牌。
1996年奥运会后，舒阿由于严重受伤一度退出体坛，后于1999年复出，但是在2000年夏季奥林匹克运动会上她再度负伤，被迫退役。

## 外部連結
- 加达·舒阿在的頁面
- 官方网站